# 罗怙世系

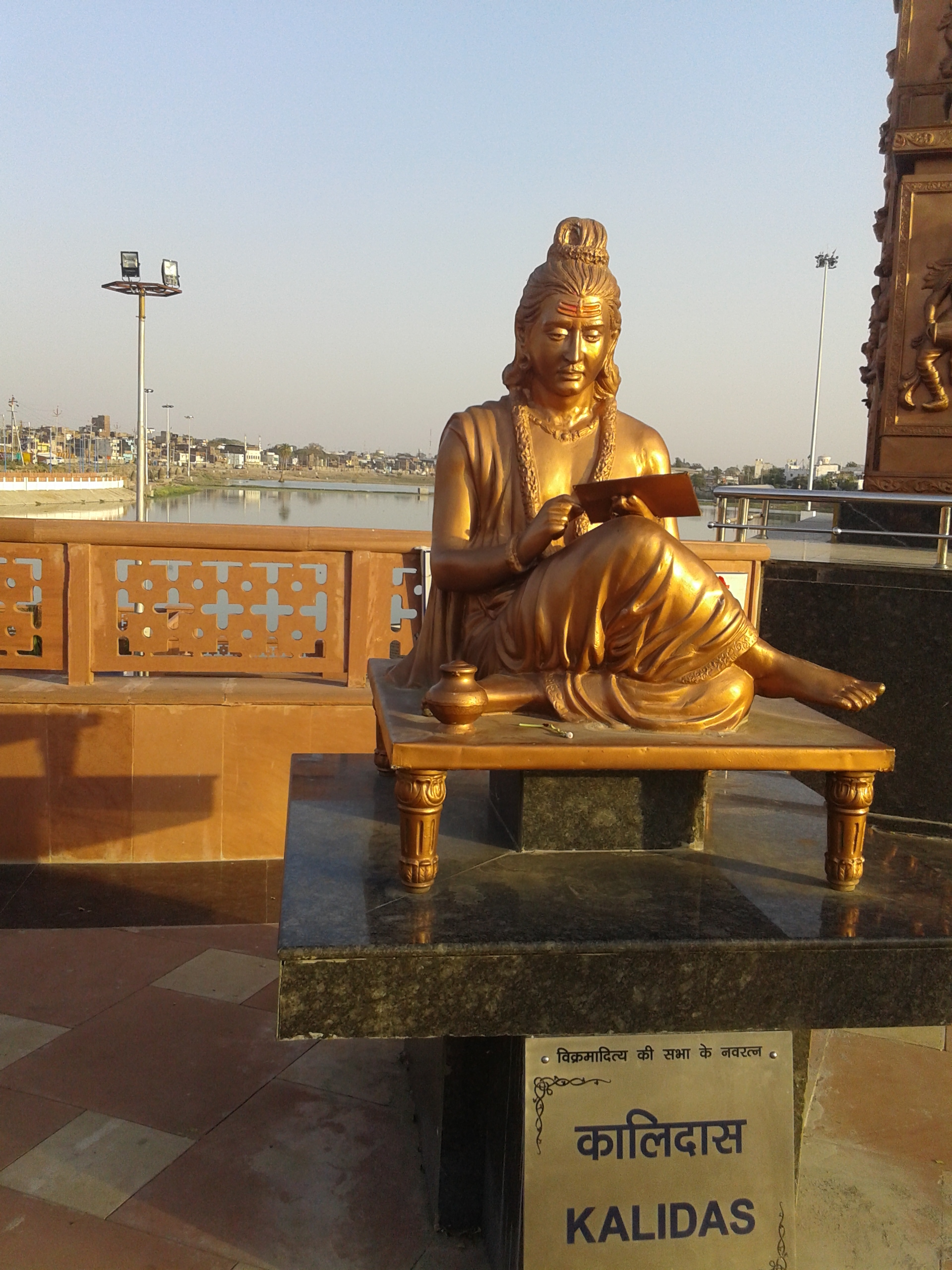
迦梨陀娑

《羅怙世系》是印度著名诗人迦梨陀娑的一篇梵語大詩。羅怙世系以其優美的語言和韻律而被認為是梵語敘事詩的典範。

## 簡介
《羅怙世系》的創作年代不明，作者迦梨陀娑生活於公元4、5世纪，迦梨陀娑被認為是印度最伟大的诗人和剧作家。《罗怙世系》共十九章，使用了21種格律，故事描述了羅怙王朝（或稱日種王朝）諸王迪利波、羅怙、阿迦、十車王、羅摩、俱舍及其後24代人的事蹟。《羅怙世系》現存最早的文評來自十世紀克什米爾學者沃勒伯德沃（Vallabhadeva），最著名的文評則來自默利納特。

## 詩篇中的地理與歷史
羅怙率軍出征中亞河中地區，沿途征服了許多民族，直至阿姆河。在阿姆河，羅怙與嚈噠人作戰並擊敗了他們，《羅怙世系》讚揚道「羅怙的英雄偉業，羅怙的英勇，可以在嚈噠女人的丈夫們其猩紅的臉頰上看到」。
羅怙越過阿姆河，遇到了劍浮沙人。劍浮沙人向羅怙臣服，並奉上了許多珍貴禮物。劍浮沙人居住在帕米爾高原附近，迦梨陀娑筆下的劍浮沙國種植了許多的核桃樹。

## 外部連結
- 《大英百科全书》中的条目：Kalidasa（英文）